# NGC 7046
NGC 7046 ist eine Balken-Spiralgalaxie vom Hubble-Typ SBc im Sternbild Equuleus. Sie ist rund 193 Millionen Lichtjahre von der Milchstraße entfernt.
NGC 7046 wurde am 10. Oktober 1790 von dem Astronomen Wilhelm Herschel entdeckt.